# Trzmiel ziemny
Trzmiel ziemny (Bombus terrestris L.) – gatunek z rodziny pszczołowatych. Zaliczany do pszczół właściwych, plemienia trzmielowate (Bombini). Tworzy niewielkie sezonowe gniazda pod ziemią lub pod kamieniami, w których bytuje od 100 do nawet 600 osobników.

## Wygląd

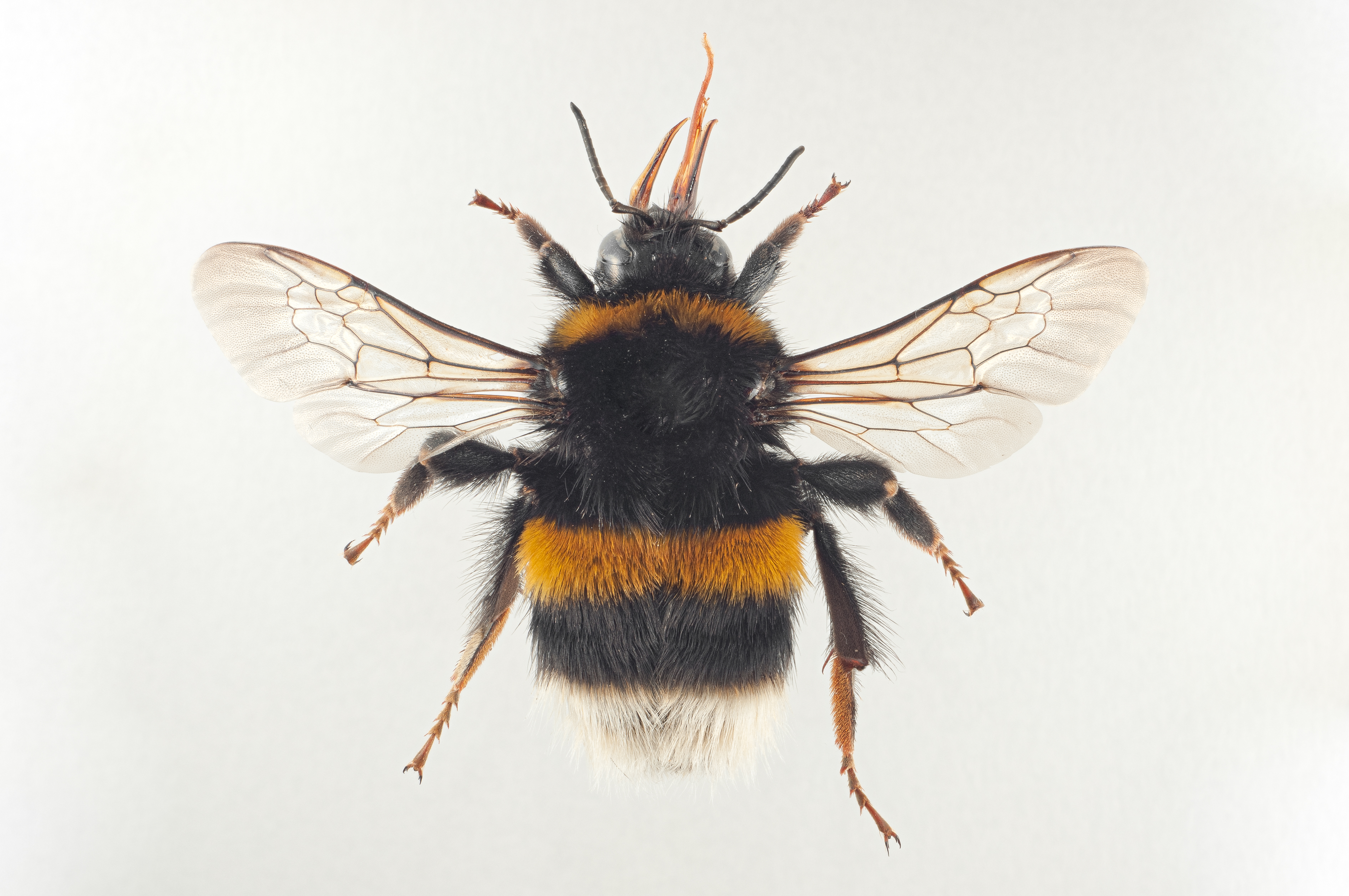
Widoczna wierzchnia część owada

Duży gatunek trzmiela; królowa osiąga 20–22 mm, robotnica 11–17 mm, a samiec 14–16 mm.
Charakteryzuje się dwiema ciemnożółtymi przepaskami: pierwsza znajduje się w przedniej części tułowia, druga na drugim segmencie odwłoka. Koniec odwłoka pokryty jest białymi włoskami.
Samce są ubarwione identycznie jak pozostałe kasty. Wyjątkiem jest królowa, której odwłok w części regionów zakończony jest brudnopomarańczowymi włoskami – cecha ta nie występuje na przykład w kontynentalnej Europie.

### Podobne gatunki
Może być mylony z trzmielem gajowym lub ze swoim pasożytem gniazdowym, trzmielcem ziemnym.

## Cykl życiowy
Na wiosnę królowa opuszcza ziemną kryjówkę i wyrusza na poszukiwanie odpowiedniego miejsca na gniazdo. U trzmiela ziemnego to najczęściej podziemne nory. Matka znosi do gniazda różne materiały, którymi wyściela wnętrze. Następnie buduje beczułkowate plastry, do których składa jaja. Po około 3 tygodniach pojawiają się pierwsze robotnice. Po 3 dniach są zdolne do lotu i przejmują wszystkie funkcje w gnieździe (budowanie nowych komór, znoszenie pyłku). Pod koniec lata pojawiają się samce i młode królowe. Gniazdo zbliża się do rozpadu. Młode królowe po zapłodnieniu przez samce szukają miejsca na przezimowanie, aby na wiosnę założyć nowe gniazda.

## Pożywienie
Odwiedza wiele gatunków kwitnących roślin – wykazywano jego obecność na ponad 570 gatunkach. Pojawia się nawet na najmniejszych rabatach kwietnych. Jest to gatunek z krótkim języczkiem.

## Status ochrony w Polsce
Trzmiel ziemny, tak jak pozostałe gatunki trzmieli w Polsce, podlega częściowej ochronie gatunkowej. Do 2016 roku tylko ten gatunek, oprócz trzmiela kamiennika był objęty takim rodzajem ochrony. Wcześniej pozostałe gatunki były objęte pełną ochroną gatunkową, co utrudniało ich hodowlę.